# مترجم تلفنی
مترجم تلفنی، مترجمان انسانی را از طریق تلفن(اغلب گوشی هوشمند) به افرادی که مایل به صحبت با یکدیگر هستند، اما زبان مشترکی ندارند، متصل می کند. به عبارتی: مترجم تلفنی زبان گفتاری را از یک زبان به زبان دیگر تبدیل می کند و شنوندگان و گویندگان را قادر می سازد تا یکدیگر را درک کنند. نمونه بارز آن نرم افزارمترجم گوگل(به انگلیسی: Google Translate) است که از حدود ۱۳۵ زبان بین المللی پشتیبانی می کند. در آن فرد مترجم می تواند از طریق صوت یا نوشتن از زبان مادری خود با جامعه‌ ای که زبانی دیگر دارند به سادگی ارتباط برقرار کند. تفسیر از طریق تلفن اغلب در حالت متوالی انجام می شود، به این معنی که مترجم منتظر می ماند تا گوینده یک گفته را تمام کند و ترجمه را به زبان دیگر ارائه می دهد. همانطور که استفاده از روش تلفنی در حال افزایش است، به کاربران امکان می دهد بدون توجه به زمان و مکان فوراً به مترجم دسترسی داشته باشند. ترجمه تلفنی یکی از روش ها یا مکانیسم های تحویل برای ارائه خدمات ترجمه است. سایر اشکال ارائه خدمات ترجمه شامل ترجمه حضوری و ترجمه ویدیویی برای ناشنوایان و کم شنوایان است.

## جدول زمانی تاریخی
- دهه ۱۹۵۰ (میلادی): خطوط تلفن برای اولین بار به عنوان وسیله ای برای ارائه خدمات ترجمه پیشنهاد شد.
- ۱۹۷۳ (میلادی): استرالیا تفسیر تلفنی را به عنوان خدماتی بدون هزینه برای پاسخگویی به جوامع رو به رشد مهاجر خود معرفی کرد.
- ۱۹۸۱ (میلادی): اولین سرویس تفسیر از طریق تلفن (OPI) در ایالات متحده ارائه شد.
- ۱۹۸۱-۱۹۹۰: مترجم تلفنی وارد صنایع عمده ایالات متحده از جمله خدمات مالی، مخابرات، مراقبت های بهداشتی و ایمنی عمومی شد.
- دهه ۱۹۹۰ (میلادی): تقاضا برای ترجمه تلفنی به طور قابل توجهی افزایش می یابد. عوامل موثر عبارتند از کاهش قیمت در تماس های راه دور، دسترسی به شماره تلفن رایگان، و روند مهاجرت.
- ۱۹۹۵ (میلادی): شرکت خدمات زبان کوماراک، که بعدها به نام سیراکام شناخته شد، یک تلفن چند دستی را که برای ترجمه تلفنی سازگار شده بود، ثبت اختراع کرد.
- ۱۹۹۹ (میلادی): AT&T که به نوعی همان مخابرات آمریکا است، بخش فروش خدمات زبان آن؛ خدمات خط زبان را ارائه می دهد.
- دهه ۲۰۰۰ (میلادی): تفسیر تلفنی پیچیده تر شد. کیفیت تفسیر، سرعت اتصال سریعتر، و خدمات مشتری برای مصرف کنندگان مهم تر شد.
- ۲۰۰۵ (میلادی): بازار مترجم تلفنی ایالات متحده ۲۰۰ میلیون دلار تخمین زده می شود.
- ۲۰۱۳ (میلادی): خدمات خطوط زبان، مترجمان پاسیفیک را خریداری کرد.
- ۲۰۱۶ (میلادی): شرکت تلپرفورمنس مستقر در فرانسه برنامه‌های خود را برای خرید "راه حل های خط زبان" به مبلغ ۱.۵۲ میلیارد دلار اعلام کرد.

## ارائه دهندگان
انواع مختلفی از سازمان‌ها وجود دارند که خدمات ترجمه تلفنی ارائه می‌کنند، از جمله شرکت‌های انتفاعی، سازمان‌های دولتی، گروه‌های غیرانتفاعی و بخش‌های داخلی سازمان‌ها؛ به عنوان مثال، دولت استرالیا خدمات ترجمه تلفنی را اجرا می کند، مانند دولت های آفریقای جنوبی و نیوزیلند.

## =ایالات متحده آمریکا
در ایالات متحده، مترجم تلفنی به طور گسترده توسط دادگاه های فدرال استفاده می شود. ارائه دهندگان تجاری متعددی نیز در دسترس هستند و معمولاً محصولاتشان مورد استفاده قرار می گیرند. بسیاری از ارائه دهندگان مترجم تلفنی تجاری، کاربران را با مترجمان بیش از ۱۵۰ زبان ارتباط می دهند.برخی از ارائه دهندگان ادعا می کنند که توانایی اتصال مترجم را در هر زمانی از روز، در عرض چند ثانیه دارند. برخی از بیمارستان ها و سیستم های مراقبت های بهداشتی نیز خدمات ترجمه تلفنی را ارائه می دهند. ارائه دهندگان عمده ترجمه تلفنی در ایالات متحده شامل خدمات خط زبان لاین‌بریج، سایراکام بین المللی و مترجمان پاسیفیک هستند. از سال ۲۰۲۲، ترنس‌پرفکت بزرگترین ارائه دهنده خدمات زبان در ایالات متحده است که پس از آن خدمات خط زبان لاین‌بریج رتبه سوم را در اختیار دارد. با افزایش تقاضا برای خدمات زبان، تعداد ارائه دهندگان زبان نیز افزایش می یابد. در سال ۲۰۲۳، "خدمات خط زبان"، "مترجمان پاسیفیک" را خریداری کرد.

### پادشاهی متحد بریتانیا و ایرلند شمالی
مایکل یانگ، فعال اجتماعی بریتانیایی متوجه شد که موانع زبانی منجر به خدمات نامرغوب برای اقلیت‌های قومی در بیمارستان سلطنتی لندن می‌شود، بنابراین از سال ۱۹۹۰ کمک مالی دریافت کرد تا مترجم رایگان تلفنی ارائه کند. او این سرویس را به نام خط زبان نامگذاری کرد و در ادامه به این خدمات تبدیل شد. شرکت انگلیسی خط زبان محدود. این شرکت به طور قابل توجهی در پایگاه مشتریان بخش عمومی خود رشد کرد، از Polise in the island of dogs(دومین مشتری او)در میان مشتریان در بیشتر بخش ها. در سال ۲۰۰۶، شرکت آمریکایی لاین‌لنگوایج شرکت لاین لنگوایج با مسئولیت محدود را خریداری کرد. با این حال، در طول سال ۲۰۰۶، "وزارت کار و بازنشستگی چارچوب دولتی پان برای ترجمه تلفنی"(مرجع قرارداد CAG/912/0181)را ایجاد کرد. این اولین قرارداد ملی بود که شامل ارائه خدمات ترجمه تلفنی بخش عمومی بریتانیا بود و به رقیب بریتانیایی د بیگ وورد اعطا شد. با هدایت این قرارداد، د بیگ وورد در سال ۲۰۰۷ اولین پلت فرم ترجمه تلفنی اختصاصی بریتانیا را تحت سرپرستی سایمون موکسون و جاناتان پاتر توسعه داد. در آن زمان، بازار ایالات متحده تقریباً ۸ سال پیشرفته‌تر بود: ترجمه تلفنی به طور گسترده‌تری به عنوان یک سرویس جایگزین برای بسیاری از موقعیت‌های تفسیری چهره به چهره پذیرفته شده بود، بیشتر به عنوان یک کالا در نظر گرفته می‌شد، و در جایی که نوآوری‌های تکنولوژیکی باعث تسلط عرضه‌کنندگان می‌شد.  رویکرد بریتانیا به تحویل بسیار به این گونه شکل گرفت، با یک تفاوت کلیدی: در ایالات متحده ۸۰ درصد تقاضای غیرانگلیسی اسپانیایی بود، در حالی که تقاضای بریتانیا به دلیل پراکندگی متنوع‌تر زبان‌های مهاجر اروپای شرقی بود. تا سال ۲۰۰۸ ارزش این قرارداد پان دولت از ۱۲ میلیون پوند فراتر رفته بود، با این حال، با در نظر گرفتن مناطق غیرضروری از مخارج عمومی، خصوصی و بخش سوم در این زمان، هزینه تفسیر تلفنی بریتانیا در کل ارزش بازار ۲۰ میلیون پوند برآورد می‌شود. این اولین ارزیابی تلفنی شناخته شده در بازار بریتانیا است. از آن دوره، قراردادهای بخش دولتی بر چشم انداز خوبی غالب بوده است.  برخلاف تقاضای دوفاکتو اسپانیایی در ایالات متحده، رشد سریع تفسیر تلفنی در بریتانیا توسط قانون تبعیض از کار افتادگی (که با قانون برابری جایگزین شد) و تأثیرات مهاجر اروپا هدایت شد.  به همین دلیل است که رشد بازار در بخش خصوصی در بریتانیا بسیار کمتر است. اکنون شرکت‌هایی که این خدمات را ارائه می‌کنند، وجود دارد، که بسیاری از آنها به صورت جهانی هستند که یک مزیت طبیعی تفسیر «مجازی‌سازی» است.  مانند ترجمه، تنوع سازمان‌ها، تفسیر عمومی و همچنین خدمات خاص حوزه مانند حقوقی، پزشکی، دارویی و سایر را پوشش می‌دهند.  بازارهای بریتانیا و ایالات متحده نیز به شدت تحت تأثیر این واقعیت هستند که عمدتاً توسط یک زنجیره تأمین آزاد ارائه می شوند.